# Mackaymeer
Het Mackaymeer (En: Lake Mackay) is het grootste van honderden efemere zoutmeren, verspreid over West-Australië en het Noordelijk Territorium. Het meer wordt door de Aborigines Wilkinkarra genoemd.

## Geschiedenis
Het grootste deel van het Mackaymeer lag ten tijde van de Europese kolonisatie in het gebied waar de Pintubi Aborigines leefden. Het meer komt veelvuldig voor in plaatselijke droomtijdverhalen en wordt 'Wilkinkarra' genoemd.
Ontdekkingsreiziger David Carnegie vermoedde het bestaan van het zoutmeer toen hij er in 1897 ten westen langs trok. Donald George Mackay bracht het zoutmeer in 1930 in kaart na een aantal verkenningsvluchten. Het meer werd naar hem vernoemd.

## Geografie
Het Mackaymeer is het op drie na grootste meer van Australië en het grootste van West-Australië. Het kan zowel van oost naar west als van noord naar zuid tot 100 kilometer lang zijn. Het zoutmeer ligt op de grens van West-Australië en het Noordelijk Territorium. Het heeft een oppervlakte van 3.494 km². Afhankelijk van de bron bevindt 2/3e tot 4/5e van het zoutmeer zich in West-Australië. Het totale drainagebekken zou ongeveer 87.000 km² groot zijn en bevindt zich grotendeels in het Noordelijk Territorium.
Het Mackaymeer wordt omringd door woestijn. Ten noordwesten ligt de Grote Zandwoestijn, ten noordoosten de Tanamiwoestijn en ten zuiden de Gibsonwoestijn. Het meer ligt 500 kilometer ten noordwesten van Alice Springs en 450 kilometer ten zuiden van Halls Creek.

## Fauna en flora
Wanneer het zoutmeer onder water gelopen is, kunnen de bandsteltkluut, steltkluut en de Australische kluut er waargenomen worden. Australische trappen, emoes en langoorbuideldassen komen er ook voor.
Een plantensoort uit het geslacht Stackhousia is er endemisch. De waterbiessoort Eleocharis papillosa komt er eveneens voor.

## Verwijzingen
- de plaats Lake Mackay in het Noordelijk Territorium
- Mackay Lacus, een meer op Saturnus' maan Titan
- de vermoedelijk uitgestorven Lake Mackaybuidelhaas

## Notabelen
Het Mackaymeer is de geboorteplaats van artieste Linda Syddick Napaltjarri en artiest Ronnie Tjampitjinpa groeide in de omgeving op.